# Kakagi Lake
Der Kakagi Lake (auch Crow Lake genannt) ist ein See im äußersten Südwesten der kanadischen Provinz Ontario.

## Lage
Der Kakagi Lake liegt 65 km südöstlich der Kleinstadt Kenora. Er liegt außerdem östlich des Lake of the Woods innerhalb der Township Sioux Narrows-Nestor Falls im Kenora District. Er hat eine Fläche von 113 km². Seine mittlere Wassertiefe beträgt 21 m, die maximale Tiefe beträgt 55 m. Der Kakagi Lake wird nach Norden hin zum benachbarten See Cedartree Lake entwässert, welcher über weitere Seen dem Lake of the Woods zufließt. Der Ontario Highway 71 verläuft westlich des Sees.

## Seefauna
Der Kakagi Lake ist ein bei Anglern beliebtes Gewässer. Es werden im See folgende Fischarten gefangen: Muskellunge, Amerikanischer Seesaibling, Schwarzbarsch.